# Bitva za Sevastopol
Bitva za Sevastopol (en ruso: Би́тва за Севасто́поль), es una película de género bélico, coproducción ruso-ucraniana de 2015, dirigida por Serguéi Mokritskiy. La película cuenta la historia sobre la francotiradora soviética Liudmila Pavlichenko que luchó como una soldado de la 25.ª División de Fusileros en el Ejército Rojo después de la invasión alemana a la Unión Soviética, en donde combatió en la batalla de Odesa y finalmente en la defensa de Sebastopol. Después de ser confirmadas 309 muertes a manos de Pavlichenko, es enviada a los Estados Unidos para apoyar en la campaña por el apoyo americano y allí conoce a Eleanor Roosevelt.
La película se estrenó en cines el 2 de abril de 2015 y en televisión el 9 de mayo de 2015 en las televisiones rusa y ucraniana. Los días 22 y 23 de febrero de 2016 tuvo lugar en Piervy Kanal el estreno de una versión televisiva de 4 episodios de la película. El estreno de la película en las pantallas cinematográficas coincidió con el 70 aniversario del Día de la Victoria en la Gran Guerra Patria, y su estreno internacional tuvo lugar dos semanas después en el Festival Internacional de Cine de Pekín. La película gira principalmente en torno a los acontecimientos de las batallas de Odesa y Sebastopol de 1941 a 1942.
La película está dirigida por Serguéi Mokritski y protagonizada por Yulia Peresild en el papel de Pavlichenko. Además de Pekín, donde Peresild recibió el premio a la mejor actriz, la película también se presentó en el Festival de Cine de Cannes.

## Argumento
La película cuenta la historia de Liudmilla Belova (Yulia Peresild), una joven estudiante que en 1937 acaba de ser aceptada en la Universidad Estatal de Kiev; para celebrarlo deciden acudir a un campo de tiro con sus amigos, incluida sus amigas Masha (Polina Pajomova) y Sonechka (Natella Abeleva-Taganova). Cuando están en el campo, Liudmilla decide intentar realizar algunos tiros, y ahí sorprende a todos por su puntería sobresaliente. Su recién descubierto talento llama la atención del Ejército Rojo, por lo que un día es llamada por el director de la universidad, quien la recibe junto a un mayor del ejército que le ofrece una inscripción para un programa entrenamiento de tiro. Aunque en un principio duda sobre si aceptar o no, y su madre Yelena se opone a que asista al curso, su padre Mijaíl (Stanislav Boklan), un comandante del NKVD, sí se muestra a favor de que Liudmilla entre al curso, por lo que decide aceptar. Durante un día en la playa de Odesa con sus amigas, conocen a unos pilotos llamados Grisha (Vladímir Lilitski) y Nikolái (Anatoli Kot). Liudmilla también conoce al hermano de Masha, un médico llamado Borís (Nikita Tarasov), quien le confiesa que vino únicamente debido a que su hermana quería que estableciera una relación con Liuda. Liudmilla visita a los padres de Masha y Borís, donde le preguntan sobre ella y se muestran emocionados por que Liuda se case con Borís, sin embargo ella no muestra interés por el médico. Repentinamente, se enteran por un anuncio en la radio, que Alemania le ha declarado la guerra a la Unión Soviética. Más tarde, Liudmilla y Borís van a la ópera, donde tras una conversación sobre el inicio de la guerra, Liuda decide ir a combatir al frente. Durante sus sesiones de entrenamiento, Liudmilla destaca por sus habilidades de observación y camuflaje. Finalmente, durante el entrenamiento de tiro, el talento de Liudmilla la hace entrar a formar parte de la 25ª División de Francotiradores del Ejército Rojo, y se termina enamorando de su superior, el oficial Mákarov (Oleg Vasilkov).
Meses después, durante la Batalla de Odesa en septiembre de 1941, Liudmilla consigue neutralizar a un tanque alemán disparándole al conductor, por lo que es recompensada por el general Iván Petrov (Valeri Grishko) con un rifle semiautomático, y ahí jura eliminar a cientos de alemanes. Mientras Mákarov la ayuda a armar su nuevo rifle, se encuentra con Masha y se entera de que ella también se enlistó en el ejército. Conforme pasa la campala, Liuda consigue provocar más bajas durante los alemanes, mientras que el Alto Mando autoriza a las tropas de la división retirarse de Crimea, pero durante un ataque enemigo Liudmilla queda sepultada tras una explosión, aunque Mákarov llega justo a tiempo para rescatarla, y es llevada al hospital de campaña, donde están prestando servicios Borís y Masha. Una vez ahí, Mákarov le pide personalmente a Borís que le firme una autorización para que Pavlichenko pueda salir del puerto durante la evacuación de las tropas antes de que los alemanes tomen la ciudad. Repentinamente los barcos que llevan a las tropas evacuadas son atacados por aviones alemanes, y la embarcación donde se encuentran Liudmilla, Masha y Borís también es atacada, aunque la aviación soviética consigue neutralizar la amenaza. Tras regresar a Sebastopol, Masha le informa que Mákarov murió en combate, y le da su rifle. Entonces Liuda decide regresar al frente y le pide a Borís que la de alta, y aunque en un principio se niega a dejarla ir debido a sus heridas, finalmente acepta. 
En noviembre de 1941, Liuda y Masha conocen a su nuevo comandante, el capitán Leonid Kitsenko (Evgeniy Tsyganov), quien les informa sobre los próximos pasos de la operación. Aunque al principio tiene una relación tensa con Leonid (ya que a este le horroriza ver como Liuda hiere a los soldados enemigos para dejarlos sufrir) con el tiempo desarrollan un romance. En la primavera de 1942, durante la campaña, Masha invita a Liuda y a Leonid a su boda con Grisha, pero luego este muere abruptamente. Este desarrollo lleva a Liudmilla a decirle a Leonid en privado que quiere tener un hijo con él. Mientras patrullan un campo, Leonid pisa una mina que activa una bengala, lo que hace revelar la ubicación de ambos a los alemanes, quienes inmediatamente disparan fuego de artillería sobre la posición de la pareja. Leonid muere mientras que Liuda es herida en la espalda, pide ayuda antes de quedar inconsciente. Liudmilla despierta en el hospital, y ahí se entera de que Leonid murió durante el ataque. Debido a que se encuentra herida, Borís decide emitir un certificado para que Liudmilla pueda abandonar definitivamente el frente, pero como se ha convertido en todo un icono de la lucha soviética, recibe la orden de matar a un francotirador alemán de primer nivel, Otto von Singer (), que ha sido enviado para matar a Liudmilla, debido a su estatus de símbolo para los soviéticos. Aunque en un principio se niega a enfrentarse a este, finalmente decide hacerlo por la memoria de Leonid. Liuda permanece en su escondite durante un día entero, hasta que se levanta y el alemán le dispara, pero consigue localizar la ubicación de von Singer y lo mata. Borís consigue obtener un permiso de salida para Liuda, y mientras Sebastopol está siendo evacuada bajo asedio, Borís lleva a Liudmila herida y hace que la dejen abordar en un submarino para abandonar la ciudad, la cual termina siendo capturada por los alemanes.
Un año después, en 1942, Liudmilla hace una gira en Estados Unidos para recibir apoyo económico en la lucha contra los alemanes. Animada por una reunión con la primera dama estadounidense, Eleanor Roosevelt; con quien entabló una amistad, Liuda intenta abrazar su feminidad luciendo un vestido durante un discurso en Nueva York. Ella causa una impresión vital en la multitud, en su mayoría masculina, al decir: “Tengo 25 años. En el frente ya he acabado con 309 fascistas. ¿No les parece, caballeros, que se han escondido ya demasiado tiempo detrás de mi espalda?”. Después del éxito del discurso de Liudmilla, el cantante folk estadounidense Woody Guthrie se acerca a ella, quien finalmente escribe una canción basada en sus hazañas.
Años después, Roosevelt visita a Liuda en Moscú después de la guerra durante un viaje en 1957. Las dos asisten a la ópera junto con el hijo de Liudmilla, que se revela que es el hijo que tuvo con Leonid.

## Reparto

### Personajes Principales
- Yuliya Peresild como la soldado soviética Liudmila Pavlichenko, una francotiradora del Ejército Rojo.
- Evgeniy Tsyganov como el oficial soviético Leonid Kitsenko, el nuevo capitán de Liudmila, de quien se enamora.
- Oleg Vasilkov como el Capt. Makarov, el capitán de Liudmilla del que ella está enamorada. Makarov es asesinado durante un enfrentamiento y una de las oficiales le da su arma a Pavlichenko.
- Joan Blackham como la primera dama estadounidense Eleanor Roosevelt, quien se vuelve amiga de Liudmila.
- Polina Pajomova como la soldado y enfermera Masha, mejor amiga de Liudmila.
- Natella Abeleva-Taganova como Sonechka, la otra amiga de Liudmila.
- Nikita Tarasov como el médico Borís Chopak, hermano de Masha, quien se enamora de Liudmila, aunque sus sentimientos no son correspondidos.
- Vladímir Lilitski como el piloto Grisha, prometido de Masha.
- Vitali Linetski como el mayor.
- Anatoli Kot como el piloto Nikolái, quien se siente atraído hacia Liudmila, aunque sus sentimientos no son correspondidos.
- Valeri Grishko como el general Iván Petrov, un oficial que obsequia a Liudmilla un rifle semiautomático como recompensa por eliminar a un tanquista alemán.
- Serguéi Barkovski como el almirante Filip Oktiabrski, un oficial naval que ayuda a las tropas a evacuar Sebastopol.
- Stanislav Boklan como el comandante Mijaíl Bélov, un oficial del NKVD y padre de Liudmila.
- Alla Sergiyko como Yelena Belova, una profesora y madre de Liudmila.

### Personajes Secundarios
- Vilen Babichev como Fima.
- Andrew Franchuk como Maykl.
- Aleksandr Denisenko como Vadim.
- Sergey Kalyuka como Matros.
- Sergey Anashkin como un soldado alemán.
- Sergey Bondarenko como un soldado.
- Gennadiy Chentsov como un comisario.
- Aleksandr Kovbasyuk como un artillero.
- Aleksandr Polovets como un suboficial.
- Anton Sebastian como un periodista estadounidense.
- Valentin Kasyan como un periodista estadounidense.
- Aleksandr Gereles como un miembro de la universidad.
- Vladislav Kremok como un estudiante.
- Artyom Melnichuk como Arseniy.
- Ilya Prokopiv como Kolesov.
- Vladimir Skorik como Feldman.
- Nikita Tezin como Pchelintsev.
- Inga Nagornaya como Vera.
- Gala Reut como Sima.
- Darya Plakhtiy.
- Aleksandr Yarema.
- Nikolay Boklan.
- Vyacheslav Nikolenko como Woody Guthrie, un músico estadounidense.
- Oleg Drach.
- Dmitriy Lalenkov.
- Viktor Grigorev.
- Svetlana Osadchenko.

## Producción
La película fue dirigida por Sergey Mokritskiy y escrita por Maksim Budarin, Maksim Dankevich, Leonid Korin, Sergey Mokritskiy y Egor Olesov. La producción comenzó en 2010,  con la recopilación de materiales de archivo sobre Liudmilla Pavlichenko. El guion de la película fue escrito por Maksim Budarin y Leonid Korin, basado en una idea de Yegor Olesov. Como director fue invitado Serguéi Mokritski, más conocido por su trabajo de cámara en varios proyectos de cine y televisión . Con su llegada, el guion cambió hacia una mayor correspondencia con la biografía oficial de Liudmila Pavlichenko. La película fue filmada en Ucrania, Kiev, Odessa, Sevastopol y en Kamianéts-Podilskyi. El papel principal lo desempeñó la actriz rusa Yulia Peresild. Esta película no fue su primera película sobre la guerra, pero en ella interpretó por primera vez a una soldado, y como uno de los coprotagonistas, Leonid Kitsenko, fue interpretado por Evgeni Tsyganov. Las escenas con infografías fueron creadas por la empresa ucraniana Postmodern. El 27 de marzo de 2015 tuvo lugar una proyección de prensa de la película en el cine del Hotel "Moskva".

## Premios y nominaciones
| Año  | Categoría    | Premio         | Nominado            | Resultado |
| ---- | ------------ | -------------- | ------------------- | --------- |
| 2015 | Best Actress | Tiantian Award | Yuliya Peresild     | Ganadora  |
| 2015 | Best Picture | Tiantian Award | Bitva za Sevastopol | Nominado  |